# Хрящ-молочник груповий
Хрящ-молочник груповий (Lactarius insulsus (Fr.) Fr.) — гриб з родини сироїжкових — Russulaceae.

## Опис
Шапка 5-10(15) см у діаметрі, щільном'ясиста, при підсиханні пробкувата, лійко- чи вухоподібна, увігнуто розпростерта, здебільшого асиметрична, жовтувато-оранжувата, потім бурувато-жовта, бруднувато-світло-вохряна, жовтувато з невиразними водянистими концентричними смугами, гола, клейка. Пластинки кремові, потім рудуваті, бурувато-жовтуваті або коричнюваті. Спори 7-8,5 Х 6-7 мкм. Ніжка 2-4(6) Х 1-3,5 см, донизу звужується, дуже щільна, пробкувата, біла, згодом кремова, гола. М'якуш дуже щільний, білуватий, пізніше жовтуватий, з приємним слабким запахом, який при розрізуванні поволі рожевіє, потім буріє. Молочний сік водянисто-білий, малопомітний, зрідка білуватий, пекучо-їдкий.

## Поширення

### Поширення в Україні
В Україні поширений у Прикарпатті, на Поліссі та в Лісостепу. Росте групами в листяних (дубових та букових) лісах; у липні — жовтні.

## Використання
Умовно їстівний гриб, використовують свіжим після відварювання (відвар вилити).